# Spiff e Hércules
Pif et Hercule (Brasil: Spiff e Hércules / Portugal: Pif e Hercule) é uma série de televisão animada francesa com 130 episódios de treze minutos, baseado na história em quadrinhos francesa estrelanda por Pif (Brasil: Spiff ), um antropomórfico beagle de cor marron e amarelo e Hercule (Brasil: Hércules ), um antropomórfico gato preto e branco, apesar de serem melhores amigos, estão constantemente lutando em um relacionamento de amizade e ódio. Foi transmitida originalmente a partir de 9 de outubro de 1989 no programa Avant l'école no canal de televisão francês TF1.
No Brasil, o desenho foi uma das atrações de estreia da TV Colosso da Globo, assim que o programa começou a ser transmitido em 19 de abril de 1993. Logo depois, foi também exibido nos programas Festival de Desenhos e Angel Mix, e também foi marcado por suas inúmeras reprises nas madrugadas tapa-buraco da emissora até o início dos anos 2000. Alguns episódios da série foram lançados em uma coleção de fitas VHS pela extinta distribuidora CIC Video, enquanto estava em exibição na televisão. Em Portugal foi ao ar no Canal 1 (agora RTP1) da RTP no início da década de 1990.

## Origem
O personagem Pif le chien foi criado por José Cabrero Arnal para o jornal do Partido Comunista Francês L'Humanité em 28 de março de 1948 e o gato Hercule foi apresentado dois anos depois. O inimigo dos personagens é Krapulax, que apesar de suas características infantis, sempre tem uma trama diabólica.
Posteriormente, Pif conseguiu sua própria revista (Pif Gadget), que era muito popular, já que não só incluía vários quadrinhos diferentes, mas também oferecia um gadget de brinquedo em cada edição. Ele também era o mascote da revista. Hercule também conseguiu sua própria revista, chamada Super Hercule, mas sua revista era mais voltada para brincadeiras.

## Sinopse
As divertidas aventuras de dois amigos/inimigos: O cão gentil Spiff e o sem emprego e impagável gato Hércules. Juntos, sendo amigos e constantemente brigando, muitas vezes por motivos triviais, eles vivem divertidas aventuras, seja na selva, na cidade, no espaço, no deserto ou em outros lugares.

## Personagens
- Pif (Brasil: Spiff )

Voz original: William Coryn (francês); Dublagem: Pedro Eugênio Rocha (português);
- Hercule (Brasil: Hércules )

Voz original: Michel Mella (francês); Dublagem: Carlos Marques de Oliveira (português);
- Grotalent (Brasil: Professor )

Voz original: Roger Carel (francês); Dublagem: Dário Lourenço (português);
- Grochoux (Brasil: Sr. Caixa Alta )

Voz original: Gérard Hernandez (francês); Dublagem: Paulo Flores (português);
- Busard (Brasil: Bicudo )

Voz original: Christian Pélissier (francês); Dublagem: Hércules Fernando (português);
- Farfouille (Brasil: Guarda Grandão )

Voz original: Jacques Alric (francês); Dublagem: Jorge Vasconcelos (português);
- Gorille (Brasil: Gorila Garotão )

Voz original: Yves Elliot (francês); Dublagem: Roberto Macedo (português);
- Cicéron (Brasil: Raposão )

Voz original: René Bouloch (francês); Dublagem: Carlos Seidl (português)

## Estilo de animação
O estilo de animação lembra os desenhos animados dos anos 1920 e 30, incluindo elementos típicos de animação naqueles anos, como objetos inanimados que têm vida própria como os trabalhos iniciais dos estúdios Fleischer e Walt Disney Animation e do animador Bill Nolan.
As histórias não seguem uma ordem cronológica, sendo cada episódio em um lugar e temática diferente, desde corrida do ouro, mosqueteiros, trabalhos em construções e perdidos em uma ilha deserta, sempre tendendo para o surrealismo.
A animação foi sub-contratada para o estúdio de animação norte-coreano Studio SEK, que tem experiência em serviços para animações estrangeiras.